# Copa Sendai
A Copa Sendai foi um torneio internacional sub-19 que era disputado no mês de setembro na cidade de Sendai no Japão, por seleções de base de diversos países. A primeira edição da competição ocorreu no ano de 2003.
O torneio era composto por quatro seleções, uma seleção da América do Sul, uma da Europa, uma da Ásia e mais a Seleção Japonesa. Todos os jogos eram disputados no Sendai Stadium.
Nos primeiros anos de disputa (até 2007), era convocada a Seleção de Tohoku, proveniente de uma região que ocupa a porção nordeste da maior ilha do Japão, Honshu. A região consiste em seis províncias, Akita, Aomori, Fukushima, Iwate, Miyagi e Yamagata.
Para o Brasil, o torneio era considerado uma preparação para o Campeonato Sul-Americano Sub-20, classificatório para o mundial da categoria.
A realização da competição foi interrompida após o Grande Terremoto do Leste do Japão. Uma das cidades mais afetadas foi Sendai e a organização resolveu não desprender esforços extras além de recuperar a cidade dos destroços.

## Participações
| Equipe        | Participações |
| ------------- | ------------- |
| Brasil        | 08            |
| Japão         | 08            |
| França        | 05            |
| Tohoku        | 05            |
| Coreia do Sul | 02            |
| Itália        | 02            |
| China         | 01            |
| Croácia       | 01            |

## Sendai Stadium

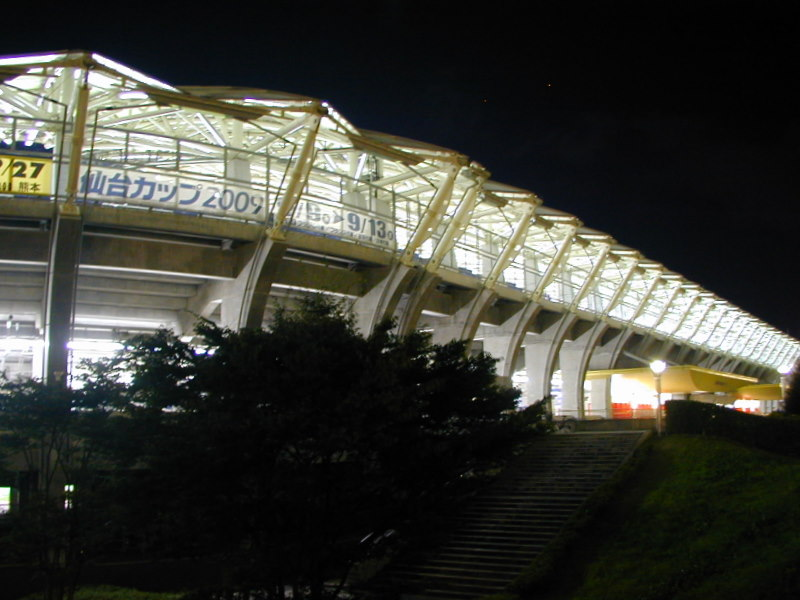
O Sendai Stadium sediou jogos da Copa do Mundo FIFA de 2002.

O local onde são disputados os jogos, o Sendai Stadium (仙台スタジアム), é um estádio de futebol situado em Nanakita Park, Izumi-ku, Sendai, Miyagi, Japão. Foi inaugurado em 1997 e é a casa do Vegalta Sendai na J. League e do Sony Sendai na JFL. Em 2009, o mando dos jogos do Vegalta será substituído, que vai jogar a primeira metade da temporada no Estádio Miyagi.
Os direitos de nomeação para o estádio foram vendidos, com início em 1 de março de 2006 até 28 de fevereiro de 2009. Nesse período, o estádio era conhecido oficialmente como Yurtec Stadium Sendai (スタジアム ユアテック 仙台).

## Títulos

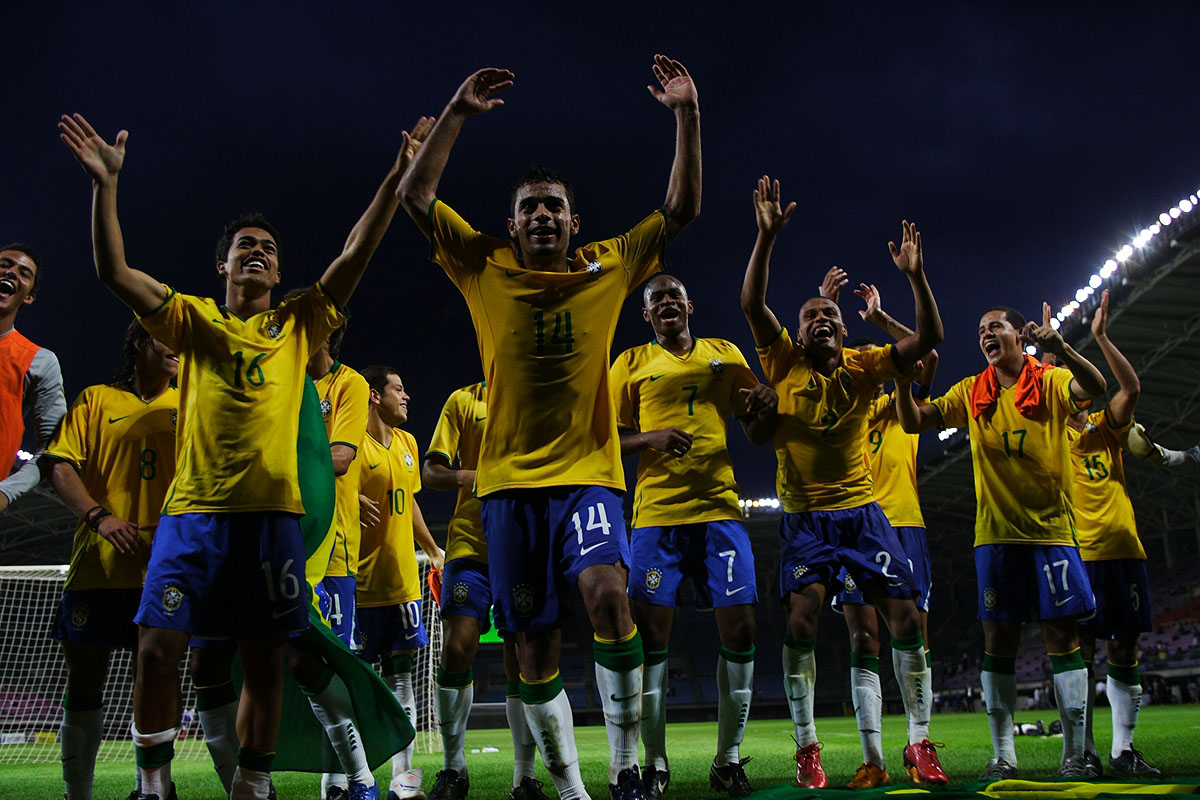
Jogadores brasileiros comemoram a vitória sobre a França na Copa Sendai de 2008.

| Equipes | Títulos                                | Vice-campeonatos           |
| ------- | -------------------------------------- | -------------------------- |
| Brasil  | 6 (2003, 2005, 2006, 2008, 2009, 2010) | 1 (2004)                   |
| França  | 1 (2007)                               | 2 (2006, 2009)             |
| Itália  | 1 (2004)                               |                            |
| Japão   |                                        | 4 (2003, 2005, 2008, 2010) |
| Tohoku  |                                        | 1 (2007)                   |

## Artilheiros
| Ano  | Artilheiro      | Seleção | Gols |
| ---- | --------------- | ------- | ---- |
| 2003 | Andrea Alberti  | Itália  | 3    |
| 2003 | Diego Tardelli  | Brasil  | 3    |
| 2004 | Raffaele Perna  | Itália  | 3    |
| 2005 | Masaki Yamamoto | Japão   | 3    |
| 2006 | Alexandre Pato  | Brasil  | 4    |
| 2007 | Sasaki Kenya    | Japão   | 4    |
| 2008 | Jonathas        | Brasil  | 3    |
| 2009 | Gaël Kakuta     | França  | 2    |
| 2009 | Gerson          | Brasil  | 2    |
| 2009 | Koki Kiyotake   | Japão   | 2    |
| 2010 | Bruno Uvini     | Brasil  | 2    |
| 2010 | Harry Novillo   | França  | 2    |
| 2010 | Oscar           | Brasil  | 2    |
| 2010 | Takashi Usami   | Japão   | 2    |

## Classificação por pontos conquistados (2003/2010)
| Posição | Seleção       | Pontos |
| ------- | ------------- | ------ |
| 1       | Brasil        | 55     |
| 2       | França        | 24     |
| 2       | Japão         | 24     |
| 4       | Itália        | 13     |
| 4       | Tohoku        | 13     |
| 6       | Coreia do Sul | 4      |
| 7       | Croácia       | 3      |
| 8       | China         | 0      |

## Transmissão de TV
A Miyagi TV (MMT) esteve no comando das transmissões desde o início do torneio, e todos os jogos foram transmitidos até 2006. Em 2007, apenas o último dia foi transmitido e, em 2008, os dois últimos jogos foram transmitidos em 26 de setembro à meia-noite. Em 2009, os dois últimos jogos foram transmitidos à meia-noite do dia e, em 2010, dois jogos foram transmitidos no segundo dia, e a escala de transmissão foi reduzida ano a ano.
O motivo é que o número de jogos nas noites da semana aumentaram e o quadro de revezamento não pode ser garantido, e as transmissões esportivas da MMT foram isoladas todas as semanas até novembro (4 de setembro → Miyagi TV Cup Dunlop - Torneio aberto de golfe feminino, 1.ª semana do mês → Kamei Cup Futebol juvenil de Tohoku, última semana de outubro → Tokuno Ekiden, segunda semana de novembro → Final do campeonato municipal de futebol, revezamento Vegalta Sendai), era possível que não houvesse funcionários suficientes.
- A equipe da Nippon Television também participou da retransmissão.
- As transmissões ao vivo do Kamei Soccer e Vegalta ocorreram em 2008.

No torneio de 2003, a programação se sobrepôs à transmissão da MMT Cup Golf, a MMT caiu em falta de pessoal, o locutor Hiroyuki Iwase foi despachado da TV Iwate na cidade vizinha para ser responsável por um repórter, e o crédito de cooperação no final mostrou a TVI TV Iwate.